# نانامی یاماشیتا
نانامی یاماشیتا (انگلیسی: Nanami Yamashita؛ زادهٔ ۱۹ ژوئیهٔ ۱۹۹۵) صداپیشگی در ژاپن اهل ژاپن است.